# Ximena Bedregal Sáez
Ximena Bedregal Sáez és una arquitecta especialista en bioarquitectura, escriptora, fotògrafa, catedràtica, editora boliviana, xilena i mexicana, teòrica del feminisme, circumscrita al denominat feminisme autònom radical i pròxima al corrent del feminisme de la diferència.

## Biografia
De pare bolivià i mare xilena, Ximena Bedregal passa la infància i joventut entre el seu natal Bolívia i Xile. Realitza estudis d'arquitectura i arts en la Universitat de Xile i en la Universitat Major de San Andrés, on també estudia cinema. Després de ser capturada per la dictadura del Con Sud en el marc de l'anomenada "Operació Còndor", Bedregal surt exiliada a Mèxic, on resideix fins hui; ha obtingut la nacionalitat mexicana i ha fet el mestratge en urbanisme en la Universitat Autònoma de Mèxic.

## Obra
Escriptura i edició
Com a teòrica i escriptora fa propostes des d'una òptica feminista crítica del concepte de gènere, allunyada de l'activisme centrat que l'estat atorgue millores, amb una àmplia crítica cap als discursos i pràctiques polítiques que privilegien la igualtat de sexes i l'apoderament en el sistema patriarcal per sobre l'autonomia i llibertat de les dones i cap a la cerca de legitimació dels poders masculins establerts. També aborda temes que van des de l'anàlisi del patriarcat, i anàlisis visuals de l'ús de la dona en l'art, fins al rol de la dona dins d'alguns moviments indígenes, com en el Zapatista. Ximena Bedregal ha qüestionat la feblesa de la legislació en pro dels drets de la dona a Mèxic, la ineficiència d'alguns programes internacionals sobre la violència contra les dones, els suports internacionals de l'anomenat "lobby" al qual qualifica de "política de tràfic d'influències" o els programes de microcrèdits del FMI. Bedregal es considera abolicionista en relació amb la prostitució i descriu els anomenats "ventres de lloguer" com una manera més d'apropiació i explotació dels cossos de les dones.
En l'àmbit editorial, fundà la revista feminista La Corretja feminista en el marc del grup denominat «Còmplices de Mèxic» i després l'editorial feminista del mateix nom. La revista és un referent del feminisme autònom del continent americà. Va treballar per al diari mexicà La Jornada com a periodista i com a editora del suplement feminista Triple Jornada al costat de Rosa Rojas. A més, ha realitzat col·laboracions en altres revistes, com ara Debat feminista i Pukara. Dels anys 90 ençà, dissenya el primer lloc feminista multimèdia en internet anomenat Creativitat Feminista que conté moltes seccions escrites i gràfiques, i fins i tot una petita ràdio i TV en streaming.
Arquitectura i feminisme
Com a arquitecta, teòrica i activista feminista la seua obra més completa és el disseny i construcció de la primera ecoaldea feminista del continent anomenada Femterra, al nord de l'estat de Morelos, a Mèxic, des de l'any 2017. En aquesta obra ideada com un espai de llibertat i creativitat només per a dones, es plantegen llocs per a viure recolzant-se col·lectivament, des del quotidià "desfer les dicotomies entre manual i intel·lectual, natura i cultura, i cos i ment". És per això que no sols s'hi creen horts i espais per a aprendre a relacionar-se amb la natura i ser el més autosustentable possible, sinó també llocs de reflexió i lectura com el gran saló i la biblioteca, tallers d'oficis no tradicionalment pensats per a dones com ara fusteria, ferreria, paleta, etc. El conjunt es divideix en part col·lectiva -que també funciona com a escola- i habitatges individuals, tot ideat des de la bioconstrucció que Bedregal realitza amb materials naturals com ara palla, terra, fusta i calç.
Arts visuals i fotografia
Com a artista visual i fotògrafa ha participat en exposicions col·lectives i individuals, entre les quals Com a dona no tinc pàtria, el món sencer és la meua terra – La tira de la peregrinació al Museu Nacional d'Art de Bolívia a La Paz (2009); Bolívia, llums i ombres d'un procés al Centre Cultural de Defensa i Promoció dels Drets Humans de Morelos (2009), i Bolívia, Resistència i Esperanza: una mostra documental del procés bolivià a la Casa de la Cultura de Tlayacapan (2009). En vídeo ha fet documentals breus, alguns per al periòdic La Jornada en internet i dos vídeos artisticobiogràfics; un sobre la poeta boliviana Yolanda Bedregal i un altre sobre el pintor, també bolivià, Juan Conitzer, els quals s'han difós en museus i televisions de Bolívia.

## Publicacions
- Fils, nusos i colors en la violència cap a les dones (editorial CICAM, 1991) en coautoria amb Irma Saucedo i Florinda Riquer.
- Permanència voluntària en la utopia (editorial CICAM, 1997).
- Feminismes còmplices: gestos per a una cultura tendenciosament diferent (Mèxic-Santiago: La Correa Feminista, 1993) en coautoria amb Margarita Pisano, Francesca Gargallo, Amalia Fisher i Edda Gaviola.

Com a editora
- Ètica i feminisme (editorial CICAM, 1995).

Col·laboracions
- Chiapas, i les dones què? (La Correa Feminista, 1994): disseny interior.